# Bahar Şahin
Elif Bahar Şahin (* 26. Mai 1997 in Ankara) ist eine türkische Schauspielerin.

## Leben und Karriere
Şahin wurde am 26. Mai 1997 in Ankara geboren. Ihre Familie stammt aus Artvin. Im Alter von 12 zog die Familie nach Istanbul. Dort hat sie an einer Universität studiert. Ihr Debüt gab Şahin 2015 in der Serie O Hayat Benim. Später spielte sie in den Filmen Yol Arkadaşım, Yol Arkadaşım 2 und İyi Oyun. Anschließend bekam sie eine Rolle in Lise Devriyesi. Danach trat sie in der FernsehserieServet auf. Ihren Durchbruch hatte Şahin 2019 in der Serie Zalim İstanbul. Dort wurde sie von Altın Kelebek Ödülleri als Beste Schauspielerin nominiert. 2020 spielte sie in der Serie İyi Aile Babası.

## Filmografie
Filme
- 2017: Oha Diyorum
- 2017: Yol Arkadaşım
- 2018: Yol Arkadaşım 2
- 2018: İyi Oyun

Serien
- 2015: O Hayat Benim
- 2017: Lise Devriyesi
- 2017: Kayıt Dışı
- 2018: Servet
- 2019–2020: Zalim İstanbul
- 2020: İyi Aile Babası
- 2022: Duran
- 2022: Gülümse Kaderine

## Auszeichnungen
Gewonnen
- 2019: Second International İzmir Film Festival in der Kategorie „Vielversprechende Schauspielerin“[6]

Nominiert
- 2020: 46. Altın Kelebek Ödülleri in der Kategorie „Beste Schauspielerin“[7]